# Galeopsis megaporus
Galeopsis megaporus är en mossdjursart som beskrevs av Moyano 1985. Galeopsis megaporus ingår i släktet Galeopsis och familjen Celleporidae. Inga underarter finns listade i Catalogue of Life.